# Bâtiment de la gare de Kragujevac
Le bâtiment de la gare de Kragujevac (en serbe cyrillique : Зграда железничке станице у Крагујевцу ; en serbe latin : Zgrada železničke stanice u Kragujevcu) se trouve à Kragujevac, dans le district de Šumadija, en Serbie. Il est inscrit sur la liste des monuments culturels protégés de la république de Serbie (identifiant no SK 1492).

## Présentation
Le bâtiment de la gare de Kragujevac, situé 1 rue Šumadijska, a été édifié en 1886 à l'époque de la construction de la ligne de chemin de fer Kragujevac-Lapovo.
La gare a été conçue en matériaux solides, selon un projet caractéristique des gares européennes de l'époque. Influencée par l'académisme, elle est décorée de briques pour les parties en relief et de mortier pour les parties plates ; les fenêtres et les portes sont cintrées et également décorées de briques.
Au moment de sa construction, elle était dotée d'un rez-de-chaussée et d'un étage mais l'étage a été détruit lors d'un tremblement de terre au XXe siècle.
Elle constitue un exemple de bâtiment bien conservé de la fin du XIXe siècle non seulement à Kragujevac mais aussi dans toute la Serbie.